# Forêt nationale de Sequoia
La forêt nationale de Sequoia est une forêt nationale américaine située dans le sud des montagnes de la Sierra Nevada en Californie. Elle est nommée ainsi à cause de la présence de séquoia géants répartis en 38 bosquets au sein de la forêt.
La forêt est adjacente au parc national de Sequoia & Kings Canyon (Sequoia National Park). 

## Description
Elle occupe 4829 kilomètres carrés, et son altitude se situe entre 300 et 3600 mètres.
Le Giant Sequoia National Monument (créé en 2000) est situé dans la forêt nationale. Parmi les autres caractéristiques notables, citons les paysages sculptés par les glaciers et les impressionnants monolithes de granit. Les Needles sont une série de flèches de granit au sommet d’une crête étroite au-dessus de la rivière Kern.

Elle comprend de nombreuses routes, ainsi que beaucoup de campings et d'aires de détente et de loisir. 

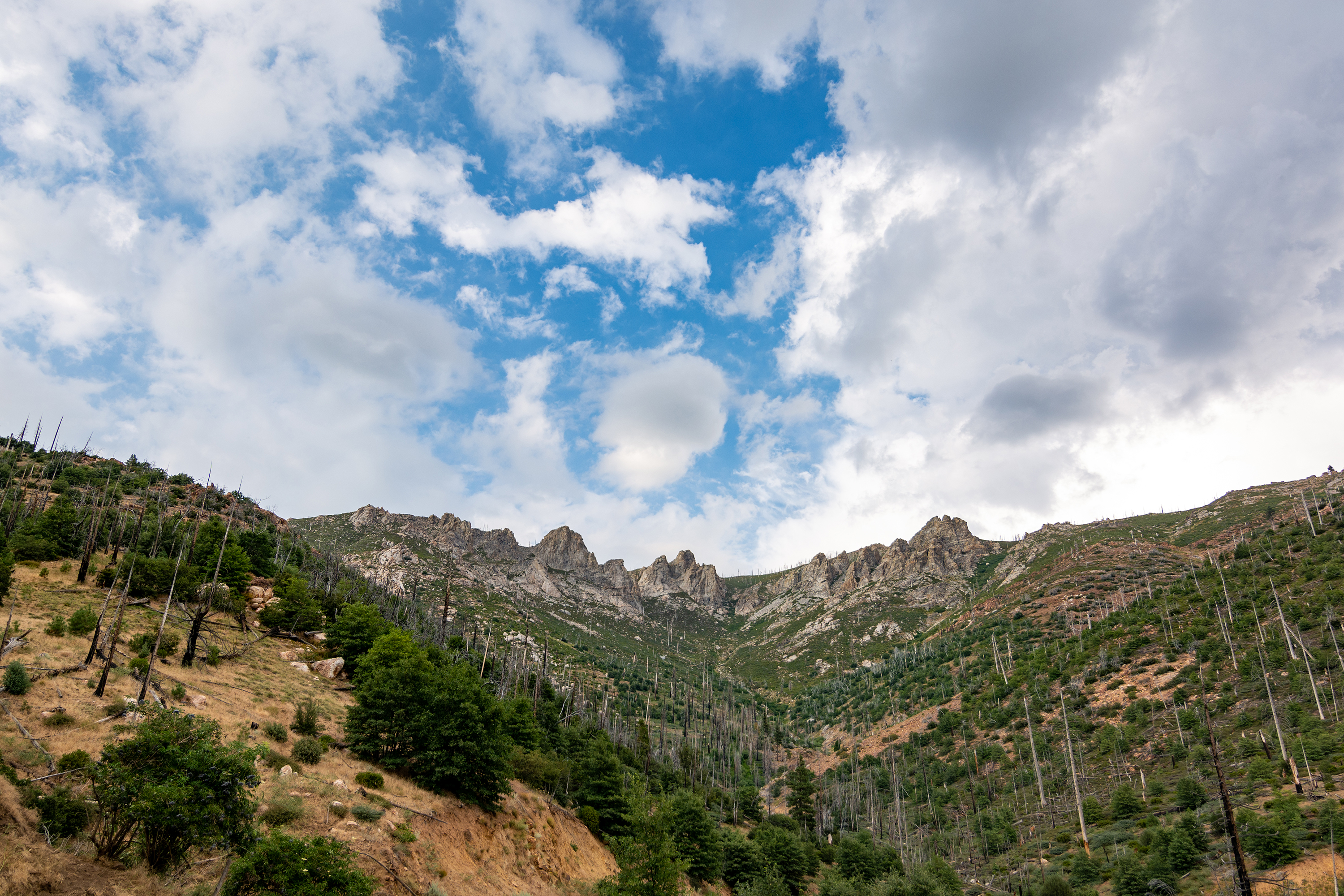
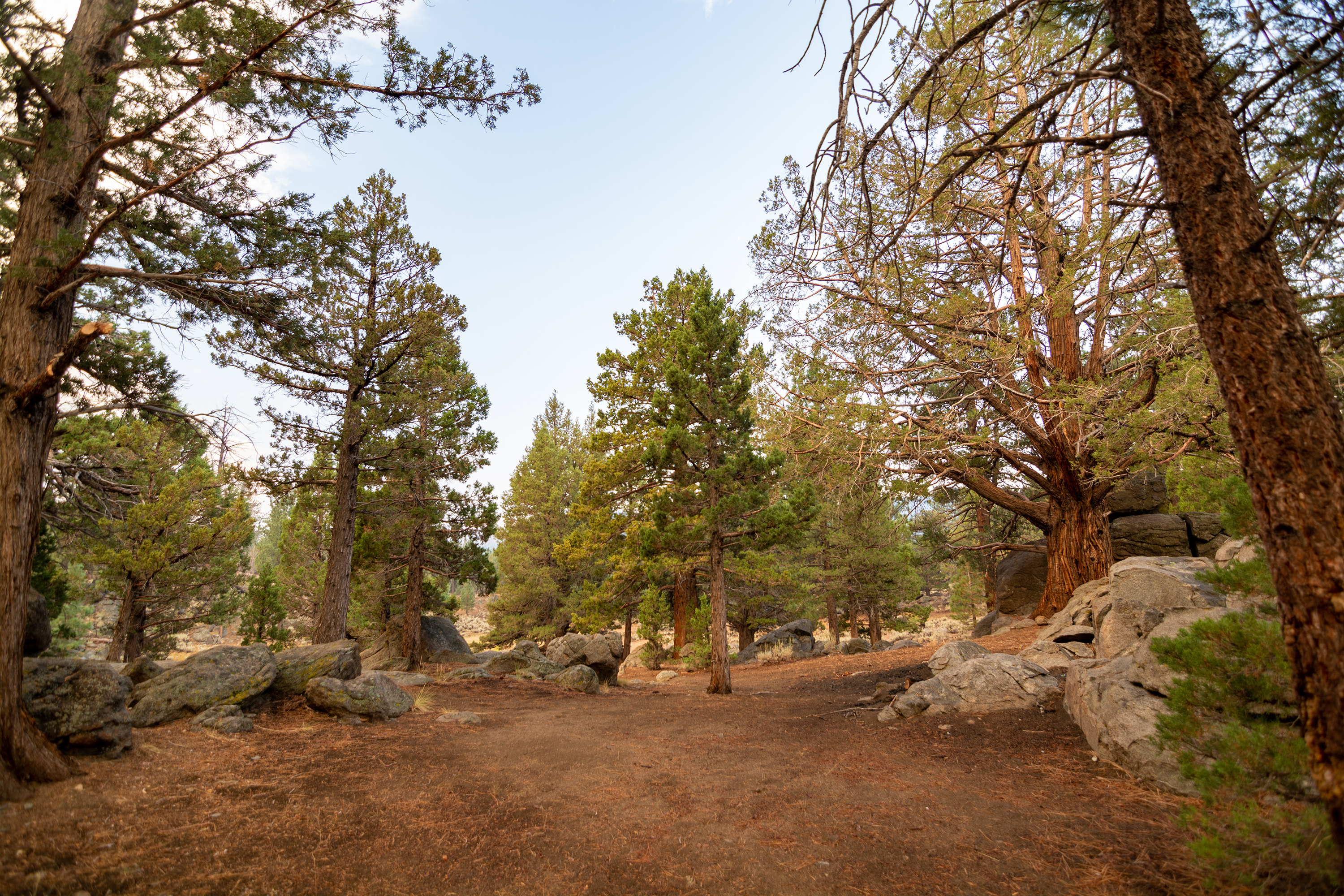
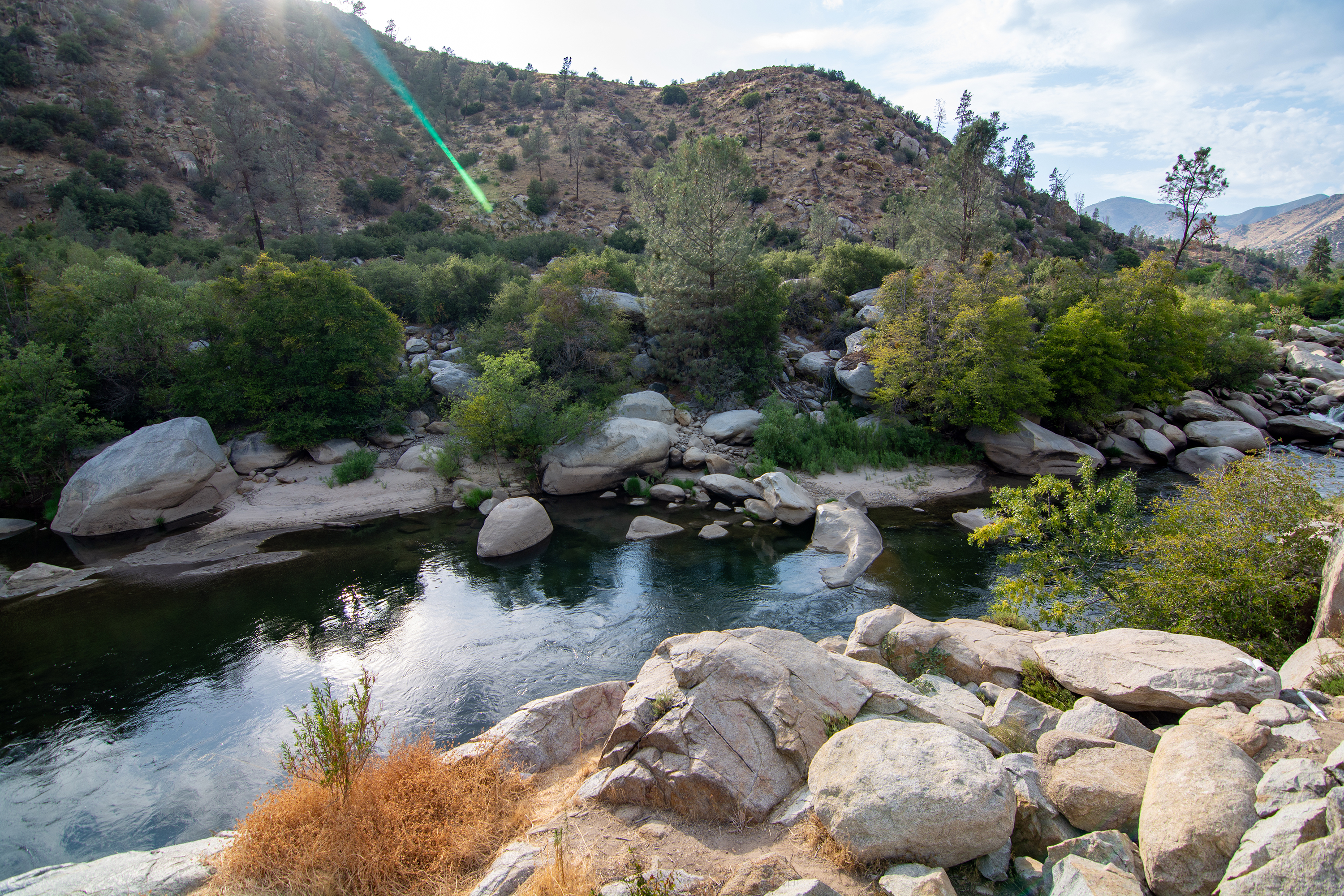
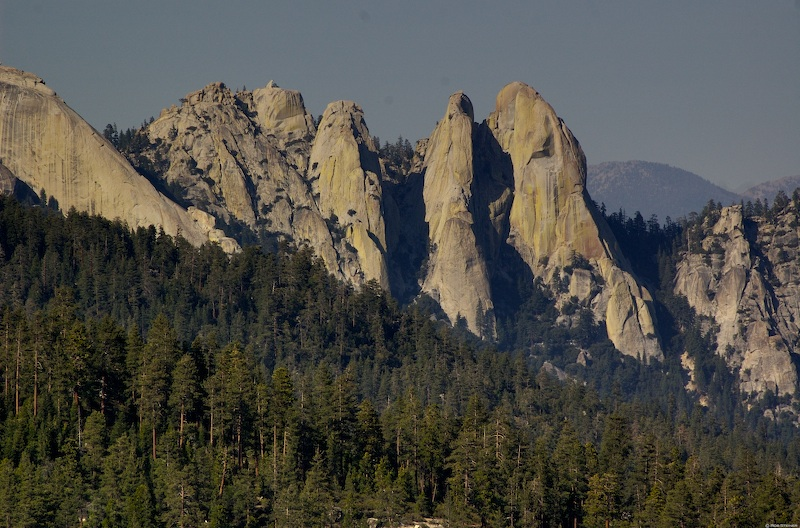
The Needles
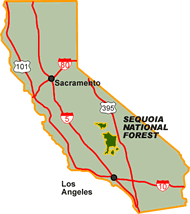
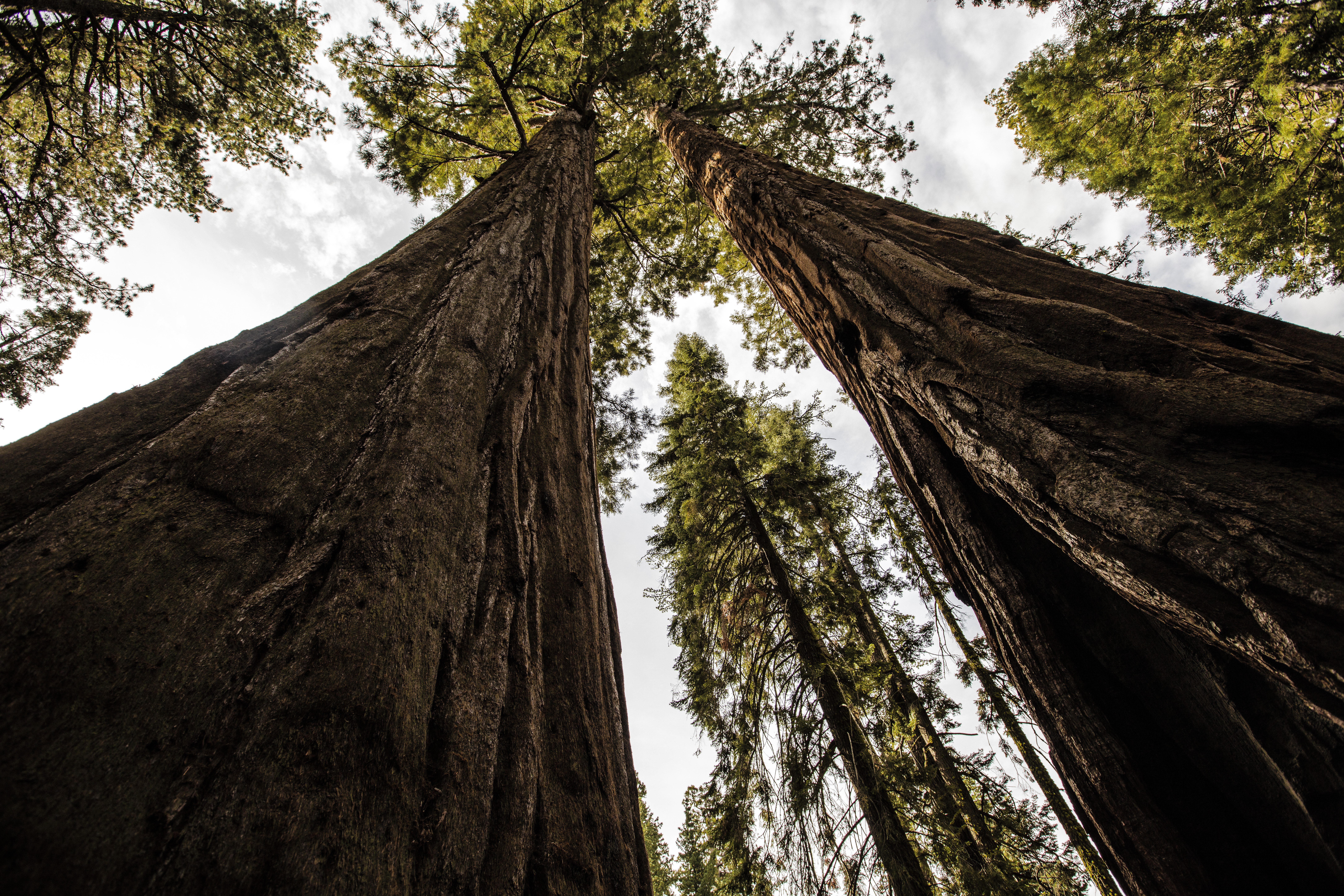

## Reboisement en Nouvelle-Zélande
Le séquoias californiens ont contribué au reboisement de 6 hectares (15 acres) de la Forêt de séquoias, Whakarewarewa, dans le cadre d'un programme visant à évaluer la viabilité de diverses espèces d'arbres exotiques pour la forestation de la Nouvelle-Zélande. 